# Premio Pulitzer per il miglior giornalismo investigativo
Il premio Pulitzer per il miglior giornalismo investigativo (Pulitzer Prize for Investigative Reporting) è uno dei quattordici premi Pulitzer per il giornalismo che vengono conferiti ogni anno in America. Viene assegnato a un giornalista o a una redazione che si siano distinti per un articolo o una serie di articoli di Giornalismo investigativo. 
Amministrato dalla Columbia University Graduate School of Journalism di New York, viene assegnato a partire dal 1953, seppure con diverse denominazioni: Pulitzer Prize for Local Reporting, No Edition Time dal 1953 al 1963, Pulitzer Prize for Local Investigative Specialized Reporting dal 1964 al 1984 e l'attuale denominazione dal 1985 ad oggi.

## Albo d'oro

### Pulitzer Prize for Local Reporting, No Edition Time (1953-1963)
- 1953: Edward J. Mowery, New York World-Telegram & Sun
- 1954: Alvin McCoy, The Kansas City Star
- 1955: Roland Kenneth Towery, Cuero Record (Texas)
- 1956: Arthur Daley, The New York Times
- 1957: Wallace Turner e William Lambert, Portland Oregonian
- 1958: George D. Beveridge, Washington Evening Star (Washington, D.C.)
- 1959: John Harold Brislin, The Times-Tribune (Scranton)
- 1960: Miriam Ottenberg, Washington Evening Star (Washington, D.C.)
- 1961: Edgar May, Buffalo Evening News
- 1962: George William Bliss, Chicago Tribune
- 1963: Oscar Griffin, Jr., Pecos Independent and Enterprise

### Pulitzer Prize for Local Investigative Specialized Reporting (1964-1984)
- 1964: James V. Magee, Albert V. Gaudiosi e Frederick Meyer, Philadelphia Bulletin
- 1965: Gene Goltz, Houston Post
- 1966: John Anthony Frasca, Tampa Tribune
- 1967: Gene Miller, Miami Herald
- 1968: J. Anthony Lukas, The New York Times
- 1969: Al Delugach e Denny Walsh, St. Louis Globe-Democrat
- 1970: Harold Eugene Martin, Montgomery Advertiser and Alabama Journal
- 1971: William Jones, Chicago Tribune
- 1972: Timothy Leland, Gerard M. O'Neill, Stephen A. Kurkjian e Ann Desantis, Boston Globe
- 1973: The Sun Newspapers Of Omaha
- 1974: William Sherman, New York Daily News
- 1975: The Indianapolis Star
- 1976: Staff of Chicago Tribune
- 1977: Acel Moore e Wendell Rawls, Jr., The Philadelphia Inquirer
- 1978: Anthony R. Dolan, Stamford Advocate
- 1979: Gilbert M. Gaul e Elliot G. Jaspin, Pottsville Republican (Pennsylvania)
- 1980: Stephen A. Kurkjian, Alexander B. Hawes Jr., Nils Bruzelius, Joan Vennochi e Robert M. Porterfield, Boston Globe
- 1981: Clark Hallas e Robert B. Lowe, Arizona Daily Star, "for their investigation of the University of Arizona Athletic Department."
- 1982: Paul Henderson, Seattle Times
- 1983: Loretta Tofani, The Washington Post
- 1984: Kenneth Cooper, Joan Fitz Gerald, Jonathan Kaufman, Norman Lockman, Gary McMillan, Kirk Scharfenberg e David Wessel, Boston Globe

### Pulitzer Prize for Investigative Reporting

#### Anni 1980
- 1985: Lucy Morgan e Jack Reed, St. Petersburg Times (Florida). William K. Marimow, The Philadelphia Inquirer
- 1986: Jeffrey A. Marx e Michael M. York, Lexington Herald-Leader (Kentucky)
- 1987: Daniel R. Biddle, H. G. Bissinger e Fredric N. Tulsky, The Philadelphia Inquirer
- 1988: Dean Baquet, William C. Gaines e Ann Marie Lipinski, Chicago Tribune
- 1989: Bill Dedman, The Atlanta Journal-Constitution

#### Anni 1990
- 1990: Lou Kilzer e Chris Ison, Minneapolis Star-Tribune
- 1991: Joseph T. Hallinan e Susan M. Headden, The Indianapolis Star
- 1992: Lorraine Adams e Dan Malone, The Dallas Morning News
- 1993: Jeff Brazil e Stephen Berry, Orlando Sentinel (Florida)
- 1994: Staff del The Providence Journal (Rhode Island)
- 1995: Stephanie Saul e Brian Donovan, Newsday
- 1996: Staff del The Orange County Register
- 1997: Eric Nalder, Deborah Nelson e Alex Tizon, The Seattle Times
- 1998: Gary Cohn e Will Englund, The Baltimore Sun
- 1999: Staff del Miami Herald

#### Anni 2000
- 2000: Sang-Hun Choe, Charles J. Hanley e Martha Mendoza, Associated Press
- 2001: David Willman, Los Angeles Times
- 2002: Sari Horwitz, Scott Higham e Sarah Cohen, The Washington Post
- 2003: Clifford J. Levy, The New York Times
- 2004: Michael D. Sallah, Joe Mahr e Mitch Weiss, Toledo Blade
- 2005: Nigel Jaquiss del Willamette Week
- 2006: Susan Schmidt, James V. Grimaldi e R. Jeffrey Smith del The Washington Post
- 2007: Brett Blackledge del The Birmingham News
- 2008: 
  - Walt Bogdanich e Jake Hooker del The New York Times
  - Lo staff del The Chicago Tribune
- 2009: David Barstow del The New York Times

#### Anni 2010
- 2010: 
  - Barbara Laker e Wendy Ruderman del Philadelphia Daily News
  - Sheri Fink di ProPublica, in collaborazione con The New York Times Magazine
- 2011: Paige St. John del Sarasota Herald-Tribune
- 2012: 
  - Matt Apuzzo, Adam Goldman, Eileen Sullivan e Chris Hawley dell'Associated Press
  - Michael J. Berens e Ken Armstrong del The Seattle Times
- 2013: David Barstow e Alejandra Xanic von Bertrab, The New York Times
- 2014: Chris Hamby del Center for Public Integrity, Washington, D.C.
- 2015: 
  - Eric Lipton del The New York Times
  - Lo staff di The Wall Street Journal
- 2016: Leonora LaPeter Anton e Anthony Cormier del Tampa Bay Times e Michael Braga del Sarasota Herald-Tribune
- 2017: Eric Eyre della Charleston Gazette-Mail
- 2018: Lo staff del The Washington Post
- 2019: Matt Hamilton, Harriet Ryan e Paul Pringle del Los Angeles Times

#### Anni 2020
- 2020: Brian Rosenthal del The New York Times
- 2021: Matt Rocheleau, Vernal Coleman, Laura Crimaldi, Evan Allen e Brendan McCarthy del Boston Globe
- 2022: Corey G. Johnson, Rebecca Woolington e Eli Murray del Tampa Bay Times
- 2023: Lo staff del Wall Street Journal[2]
- 2024: Hannah Dreier del The New York Times